# 华盛顿会议
华盛顿会议（英語：Washington Naval Conference），是1921年11月12日至1922年2月6日，英国、法国、美国、意大利、日本、荷兰、比利时、葡萄牙、中国九国在美国首都华盛顿举行的国际会议。中国政府时值颜惠庆内阁，派出施肇基、顾维钧、王宠惠三人为全权代表，余日章、蒋梦麟为国民代表，朱佛定为秘书，共130多人组成的庞大代表团出席。原计划还有广州政府外交次长伍朝枢为代表，但是孙中山不承认北京政府，要求自派不遂，伍朝枢未赴。
华盛顿会议的议程主要有两项：一是限制海军军备问题；二是太平洋和远东问题。为此组成两个委员会：“限制军备委员会”由英、美、法、意、日五个海军大国参加；“太平洋及远东问题委员会”则有九国代表参加，两个委员会分别进行讨论。该会议的主要成果包括三个重要条约：《四国公约》、《华盛顿海军条约》、及《九国公约》。

## 四国公约
1921年12月13日美国、英国、法国、日本在华盛顿签订的《关于太平洋岛屿属地和领地的条约》，简称四国公约。该公约规定，签约的四国中任意两国在太平洋地区的任何问题上发生争执，则全体签字国应当举行共同会议协商解决。条约的附件规定，签约国将互相尊重其他签约国在有关太平洋岛屿和委任统治地区上的权利。另一个附件则规定了日本在太平洋地区的领土疆域。由于四国公约措辞过于含糊，以至没有任何法律上的约束力。该公约的主要意义是终止了1902年以来的英日同盟，结束了日本和英国在太平洋地区的合作状态。

## 华盛顿海军条约
1922年2月6日，英国、美国、日本、法国、意大利在华盛顿签订的关于限制海军主力舰吨位的華盛頓海軍條約。条约规定各签约国战列舰、战列巡洋舰总吨位比率为5：5：3：1.75：1.75。同时对主力舰的建造、轮替、吨位和武器严格的限制。条约同时还规定各签约国在西太平洋岛屿的防御区和海军基地维持现状。该五国还另外签订一项条约，对潜艇和毒气的使用作出规定。

## 九国公约
1922年2月6日，英国、法國、美国、意大利、日本、荷兰、比利时、葡萄牙和中国签署《关于中国事件应适用各原则及政策之条约》，简称九国公约。该公约尊重中国的主权与独立，领土与行政的完整，确立各国在中国实行“门户开放”和“机会均等”的原则。
为保证第一条的实施，第二条规定，缔约各国“不得彼此间及单独或联合与任何一国或多国，订立条约或协定或协议或谅解”，侵犯或妨碍第一条所述的各项原则。第三条则进一步贯彻了“门户开放”和“机会均等”原则，规定不得谋取或赞助其本国人民谋求“在中国任何指定区域内，获取关于商务或经济发展之一般优越权利”和“任何专利或优越权”。一切国家与中国的贸易机会均等。有关条文规定，九国成立一个国际委员会，专门研究中国的关税政策。
此外，1922年2月4日，中国和日本还在华盛顿签订了《解决山东问题悬案条约》及其附约。条约规定，日本将德国旧租借地交还中国，中国将该地全部开为商埠；原驻青岛、胶济铁路及其支线的日军应立即撤退；青岛海关归还中国；胶济铁路及其支线归还中国等。附约中规定对日本人和外国侨民的许多特殊权利，但是中国通过该条约收回了山东青岛主权和付錢贖回胶济铁路权益。

## 评价
华盛顿会议在一定程度上解决了1919年巴黎和会所遗留的问题，通过大国之间重新划分势力范围缓和了远东地区的紧张局势；会议上缔结的《华盛顿海军条约》也使列强的海军军备竞赛告一段落，各国海军也进入了所谓的海军假日时期。
中国在会后收回了山东青岛的主权和胶济铁路的权利，这是近代中国在外交谈判的条件下，外争国权取得第一次重大成就。